# Lompolojärvi (Korpilombolo socken, Norrbotten)
Lompolojärvi är en sjö i Pajala kommun i Norrbotten och ingår i Kalixälvens huvudavrinningsområde. Sjön har en area på 0,737 kvadratkilometer och ligger 160 meter över havet. Sjön avvattnas av vattendraget Krikinpojanjoki.

## Delavrinningsområde
Lompolojärvi ingår i det delavrinningsområde (745144-180864) som SMHI kallar för Utloppet av Lompolojärvi. Medelhöjden är 180 meter över havet och ytan är 25,02 kvadratkilometer. Det finns inga avrinningsområden uppströms utan avrinningsområdet är högsta punkten. Krikinpojanjoki som avvattnar avrinningsområdet har biflödesordning 3, vilket innebär att vattnet flödar genom totalt 3 vattendrag innan det når havet efter 166 kilometer. Avrinningsområdet består mestadels av skog (53 procent) och sankmarker (36 procent). Avrinningsområdet har 0,9 kvadratkilometer vattenytor vilket ger det en sjöprocent på 3,6 procent.